# Fläckskunkar
Fläckskunkarna (Spilogale) är ett släkte i familjen skunkar. I släktet finns fyra arter som lever i Nord- och Centralamerika.
Det vetenskapliga namnet är bildat av de grekiska orden spilos (punkt/fläck) och galee (vessla).

## Kännetecken
Fläckskunkarnas päls har ett iögonfallande svart-vitt mönster. De har 6 strimmiga vita fläckar på den svarta grundfärgen och även på kroppens bakre del finns några vita tvärband. På huvudet finns en trekantig vit fläck och även svansens spets är vit. Fläckarnas fördelning skiljer sig mellan de olika individerna. Kroppen är liksom hos flera mårddjur smärt och extremiteterna är korta. Med en kroppslängd mellan 12 och 34 centimeter och en 7 till 22 centimeter lång yvig svans är fläckskunkarna de minsta skunkarna. Vikten varierar mellan 0,2 och 1,0 kilogram.

## Levnadssätt och habitat
Fläckskunkar förekommer i olika habitat som gräsland, klippiga områden och regioner med några träd, de saknas däremot i täta skogar och sumpmarker. De är aktiva på natten och vilar på dagen i bon under jorden eller gömda i träd. Sin föda letar de oftast i tät undervegetation eller på träd. Fläckskunkar har socialt beteende och ibland sover åtta individer i samma bo.
Vid fara ställer sig dessa skunkar på sina främre extremiteter med böjd svans över huvudet så att angriparen ser djurets bakände. Om angriparen ändå fortsätter sprutar skunken en illaluktande vätska från sina analkörtlar mot den. Vanligtvis träffas angriparens ansikte av vätskan.

## Föda
Arterna i släktet är allätare. De livnär sig till exempel av kött från bland andra gnagare, bomullssvanskaniner, insekter, fåglar och av deras ägg. Dessutom äter de frön och frukter. Födans sammansättning är beroende av årstiden.

## Fortplantning
Efter dräktigheten som varar i 30 till 50 dagar föder honan 3 till 6 ungar. Huvudsakligen i släktets västliga utbredningsområde vilar embryot en tid som blastocyst. På så sätt tar det flera månader mellan parningen och födelsen. Nyfödda fläckskunkar är blinda och hjälplösa, efter cirka 32 dagar öppnar de ögonen och efter ungefär åtta veckor sluter honan att ge di. Individer av arten Spilogale gracilis är könsmogna efter fyra till fem månader, hos den östliga fläckskunken först efter ett år.

## Fläckskunkar och människor
Ibland bygger fläckskunkar sina bon i människans närhet vilket i sådana fall inte uppskattas, huvudsakligen på grund av stanken men även för skunkarnas vana att ta tamhöns som byte. Fläckskunkar jagas i viss mån för pälsens skull. En annan fara är trafiken som kräver många offer bland skunkarna.

## Arterna
I släktet ingår fyra arter:
- Spilogale angustifrons, förekommer från centrala Mexiko till Costa Rica.
- Spilogale gracilis lever i västra Nord- och Centralamerika. Utbredningsområdet sträcker sig från British Columbia och Wyoming till centrala Mexiko.
- Östlig fläckskunk (Spilogale putorius) förekommer i USA:s östra hälft från Wyoming och Texas till Florida.
- Mindre fläckskunk (Spilogale pygmaea) lever i ett litet område i Mexiko vid Stilla havets kustlinje.